# 馮寄台
 馮 寄台 （ふう きたい）は、中華民国（台湾）の外交官。過去に、台北駐日経済文化代表処代表（駐日代表）等を歴任。

## 経歴
台湾省高雄市生まれ。祖籍は南京市。妻（顔希君）と二男一女の4人家族で、現在単身赴任中。
小学・中学時代の5年間（1955年から1960年ころ）、外交官だった父親に連れられて日本（東京）で生活したことがある。中学1年のときに台北市内の中学校に転校。高校時代はボリビアで過ごし、大学時代はアメリカに留学。メイビル州立大学（数学学士）、ノースダコタ州立大学（国際関係学修士）を経て、1973年、外交部入りした。1987年、ハーバード大学公共行政学修士を取得している。
外交部では、駐米大使館（在任中の1979年の米華断交後は、北米事務協調委員会）で勤務。1990年代は、中国広播公司海外部部長、中華民国棒球（野球）協会国際部部長、中央日報国際部長など、国際広報・メディア関係の分野で活躍した。
李登輝・陳水扁両総統の儀典長（外交部礼賓司長）を6年間務めた。2003年、陳水扁総統の任命を受け、ドミニカ共和国特命全権大使に就任。
2006年に帰台後、2008年中華民国総統選挙に立候補した馬英九・蕭万長正副総統の選挙本部国際事務部長に就任。総統就任式典の総召集人（総責任者）を任されるなど、馬総統の信頼が厚い側近の一人といわれる。
2008年8月28日、駐日代表に任命され、同年9月27日に来日、着任した。2012年2月28日、駐日代表の後任に、外交部常務次長の沈斯淳が任命される。
2018年4月、日本政府より旭日重光章を受章した。

## エピソード
- 日本の小中学校に5年間通ったことがあるが、外交官になってからは日本と全く接点がなかったため、当初、駐日代表への就任要請を何度も断ったが、最終的に馬総統の懇請を受け入れたという。着任後の挨拶でも「内心では戦々恐々としている」と打ち明けた。英語、スペイン語が得意で、外国語の中では日本語が一番不得意のようだが、着任後必死に日本語を勉強中という。
- 2008年9月12日、馬総統から「日本に行く前に、台湾人が日本人に抱く特別の感情を理解する必要がある」と指示を受け、日本統治時代の台湾南部で水利事業に尽力した日本人技師・八田與一の墓や烏山頭ダムを訪れた（馬総統も就任直前に墓前で手を合わせている）。
- 2008年9月30日、日華議員懇談会会長の平沼赳夫元経済産業大臣を訪問し、馬総統からの親書を手渡す。その際、平沼会長の秘書の一人と同じ小学校卒業生（港区立笄小学校）であることが判明すると、馮代表が即席で校歌を披露した。
- 2008年10月8日、都内で開かれた双十節祝賀レセプションで、初めての公式演説を日本語で行った。この中で「水原茂監督時代の読売巨人軍のラインアップは今でも覚えている」として選手名をそらんじ、小中学校時代に野球少年だったことを明かした。石原慎太郎東京都知事とも面会した。
- 2008年11月18日、王貞治氏と面会。大の巨人ファンであることを告白し、サインボールをもらった。
- 2008年12月23日、日本李登輝友の会主催のパーティーに出席し、来賓トップとして挨拶。流暢な日本語、ユーモア、日本国旗への敬礼など、国民党政権に警戒感を抱いている多くの参加者を驚かせた。「馬総統は日本のことを私の口から直接聞きたがっている」「日台は大切な関係。尖閣は難しい問題で、馬総統も答えがない」「王金平院長、江丙坤会長、呉伯雄主席の来日は全て馬総統の指示」などと、馬総統の日本重視を力説し、李登輝元総統との良好な関係もアピールした。「来年はもっと上手な日本語で話します」と締め括った。
- 2008年2月17日、朝日新聞の「私の視点」欄に寄稿。「馬英九総統　台湾・日本の協力促進めざす」と題して日台関係強化を呼びかけた。台湾駐日代表の投書が同紙に掲載されたのは初めてという。
- 2009年10月15日、任期内に台北の国立故宮博物院の所蔵品の日本展示会を実現させたい意向を表明。
- 2010年2月26日、産経新聞に寄稿。「ハイチ支援を政治化させなかった台湾」との題で、中国と台湾の違いを強調。かつ、民進党政権の外交政策を批判した。
- 2010年6月10日、読売新聞に寄稿。日台FTAの早期締結を呼びかけた。
- 2010年12月23日、毎日新聞に寄稿。「教科書の台湾表記に危惧」と題し、日本の教科書で台湾が中華人民共和国の一部として扱わないよう要請した。